# Conrad Haas
Conrad Haas oder Konrad Haas (* 1509 wahrscheinlich in Dornbach bei Wien; † 1576 in Hermannstadt, Siebenbürgen) war ein Militärtechniker und Raketenpionier.

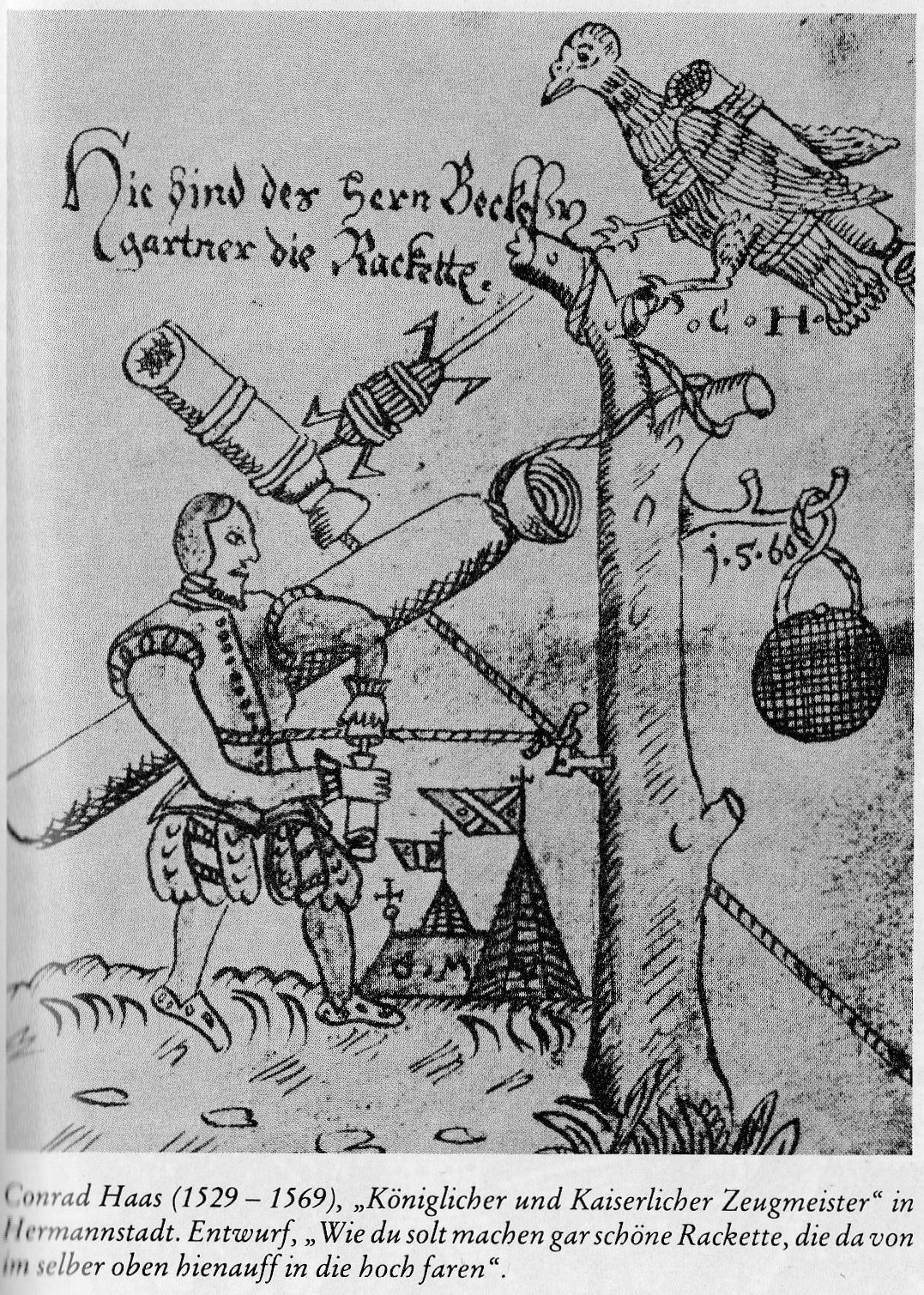
Entwurf mehrerer Raketen von Conrad Haas

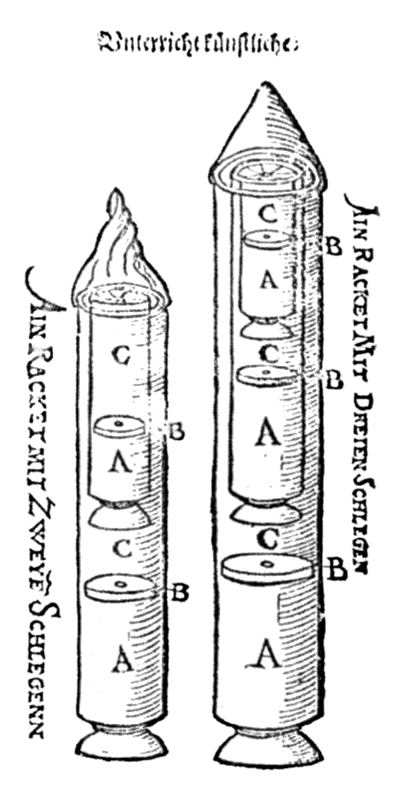
Entwurf von Mehrstufenraketen von Johannes Schmidlap, einem Zeitgenossen von Conrad Haas.

## Leben
Conrad Haas kam 1551 mit der Armee des Römisch-deutschen Königs Ferdinand I. als Zeugwart und Büchsenmeister nach Hermannstadt, wo er die Leitung des Kriegsarsenals übernahm.
Zwischen 1529 und 1559 ergänzte er eine geerbte, von seinem Vorfahren Hans Haasenwein („auß dem haasenhoff bey landshut“) zwischen 1450 und Mai 1459 angelegte, im Wesentlichen auf dem im Spätmittelalter weit verbreiteten Feuerwerksbuch von 1420 beruhende kriegstechnische Bilderhandschrift, die er mit dem Titel Kunstbuch (Staatsarchiv Sibiu, Varia II 374) versah, und in der auf 282 Seiten unter anderem die damals zwei bekannten Einsatzgebiete als Feuerwerksträger und Waffe der Raketentechnik beschrieben werden. Diese Handschrift wurde erst 1961 im Hermannstädter Staatsarchiv gefunden. Das Hermannstädter Kunstbuch, dessen dritter Teilabschnitt von Conrad Haas verfasst bzw. zusammengetragen wurde und auch über die Waffentechnik hinausgehende Inhalte aufweist, geht auf fertigungstechnische Detailfragen des Raketenbaus ein, wobei es auch das Wirkungsprinzip der Rakete erklärt, und beschreibt eine Vielzahl von Raketentypen, beispielsweise die Mehrstufenrakete, die Bündelrakete und die Idee des modernen Raumschiffs. Ferner beschäftigt es sich mit der Anordnung der Treibstoffsätze bei Stufenraketen, verschiedenen Treibstoffgemischen inklusive Flüssigtreibstoff und führt deltaförmige Stabilisierungsflossen und glockenförmige Düsen ein. Im letzten Absatz des Werkes schreibt Haas: Aber mein Rhat wehr Friedt unnd kein Krieg, die Büchsen do seinn gelassen unnder dem Dach, so würdt die Kugel nit verschossen, das Pulffer nit verbrent oder nass, so behielt der Fürst sein Gelt, der Büchsenmeister sein Leiben; das ist der Rhat, so Conrad Haas thut gebenn. Vor Entdeckung dieser Handschrift wurde die erste europäische Beschreibung der Dreistufen-Rakete dem polnischen Waffenkonstrukteur Casimir Simienowicz in seinem Werk Ars magna artilleriae pars prima von 1650 zugesprochen.

## Werke
- Kunstbuch zwischen 1529 und 1556, Handschrift im Nationalarchiv Bukarest, Ms. 2286, Faksimile im Nationalarchiv - Filiale Sibiu, Varia II 374.
- Conrad Haas: Entwurf Wie du solt machen gar schöne Rakette, die da von im selber oben hinauff in die hoch faren, Manuskript von Hermannstadt, Archiv der Bukarester Akademie.